# Atyria lemonia
Atyria lemonia är en fjärilsart som beskrevs av Druce 1890. Atyria lemonia ingår i släktet Atyria och familjen mätare. Inga underarter finns listade i Catalogue of Life.